# Enceinte bastionnée de Tours
Vous lisez un « bon article » labellisé en 2019.  Il fait partie d'un « bon thème ».
L'enceinte bastionnée de Tours est le rempart construit entre 1591 et 1685 autour de la ville moderne de Tours.
Le principe de la construction de cette enceinte, qui remonte au début du XVIe siècle sous le règne de François Ier car la ville s'est étendue au-delà de l'enceinte médiévale, prend corps à l'époque où Henri III s'est réfugié à Tours pendant les guerres de Religion pour des raisons de sécurité. L'accord d'Henri IV une fois obtenu, le chantier démarre mais il s'étend sur près d'un siècle même si l'ouvrage final est moins ambitieux que prévu, faute de moyens. L'enceinte, à peine achevée, est éventrée en plusieurs endroits pour laisser place à des aménagements urbanistiques au XVIIIe siècle, puis au XIXe siècle (percement de voies, creusement d'un canal, construction d'une gare ferroviaire). Ces modifications favorisent l'envahissement de la ville par les eaux de la Loire lors des crues du milieu du XIXe siècle. Très vite, donc, le rempart ne remplit plus les fonctions pour lesquelles il a été construit : protection militaire et contre les crues de la Loire. Son entretien est progressivement délaissé.
L'enceinte disparaît ensuite peu à peu, démolie ou absorbée dans de nouvelles constructions, sauf quelques rares vestiges situés principalement dans sa partie occidentale. Son empreinte dans la ville reste toutefois importante : c'est le long de son flanc sud que sont aménagés ultérieurement les boulevards Béranger et Heurteloup, à l'emplacement de mails installés sur des terrasses contre la muraille.
Le rempart bastionné de Tours est inscrit à l'inventaire général du patrimoine culturel en 1991.

## Contexte géographique et historique

### Des projets avortés
Dès 1476, un peu plus d'un siècle après la construction de la clouaison de Jean le Bon, un projet d'agrandissement de la ville est évoqué. Deux ans plus tard, Louis XI élabore et ouvre un vaste chantier qui consiste à gagner massivement des terrains constructibles à partir de la rive gauche de la Loire jusqu'à une île située au milieu du fleuve dont le cours serait rejeté vers le nord ; le projet se révèle irréalisable (gigantisme des travaux, conditions météorologiques souvent défavorables) et, en 1481, les travaux sont définitivement abandonnés.
Une autre proposition naît vers 1520 : sous l'impulsion de François Ier et de son surintendant des finances, le Tourangeau Jacques de Beaune, il est envisagé d’agrandir le périmètre constructible de Tours en assainissant la varenne marécageuse au sud de la clouaison de Jean le Bon et en construisant une nouvelle enceinte. La ville, malgré sa richesse de l'époque, n'a pas les moyens financiers pour mener ce projet à bien et seuls quelques travaux ont lieu aux extrémités orientale et occidentale de la ville.

### Une naissance difficile

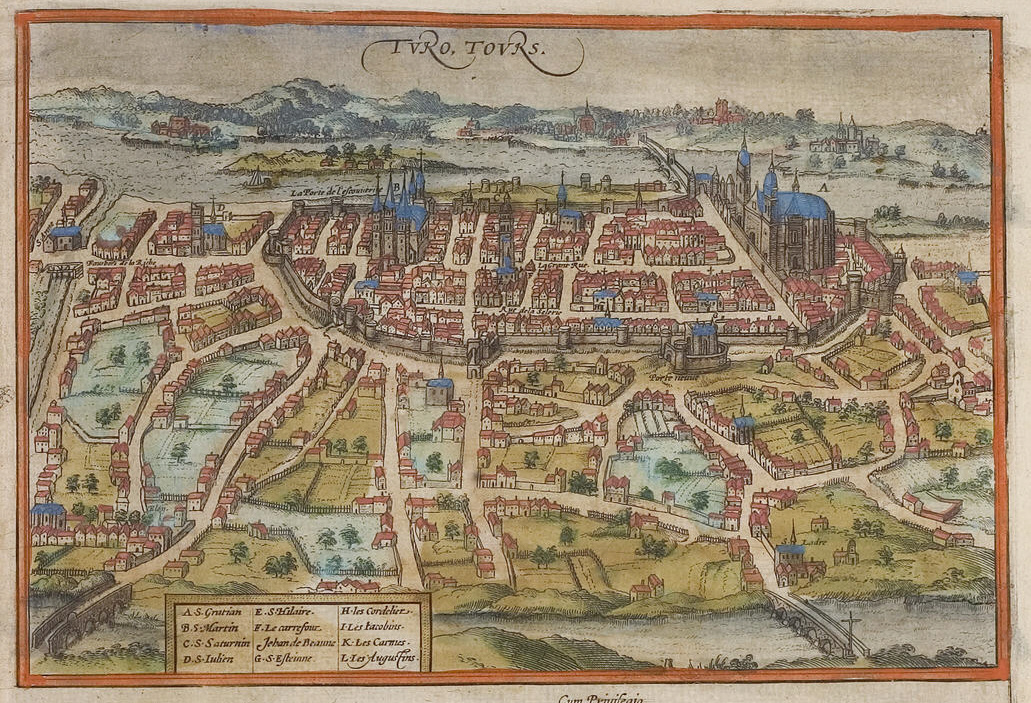
Vue cavalière de Tours et de la clouaison (Georg Braun et Frans Hogenberg, 1572).

Le sujet redevient d’actualité dès la fin du XVIe siècle alors qu'Henri III s'est réfugié à Tours et que les soubresauts des guerres de Religion se font encore sentir dans la région ; Jean VI d'Aumont en présente la demande au roi.
Tours s’est développée ; la ville a débordé au-delà de la clouaison du XIVe siècle, surtout vers l'ouest, ce qui apparaît nettement sur une vue cavalière de 1572. Une nouvelle enceinte garantissant la sécurité de la ville depuis le ruau Sainte-Anne à l’ouest jusqu’à Saint-Pierre-des-Corps à l’est devient cette fois indispensable. C'est Jacques Androuet du Cerceau qui en élabore le plan initial  après qu'un premier projet a été jugé insuffisant par Gilles de Courtenvaux de Souvré, gouverneur de Touraine — le bastion oriental du rempart portera son nom. Ce plan est approuvé par lettres patentes d’Henri IV (avril 1591),.
Toutefois, la situation économique, alors fortement dégradée car la ville est lourdement endettée, est encore moins favorable à la réalisation rapide de ce projet qu’elle ne l’était au début du siècle ; le roi promet pourtant de participer au financement à hauteur de « 14 écus et 40 sols par toise de mur » à condition que le maire et les échevins de Tours en apportent le double sur leurs perceptions d'octrois. De plus, l’éloignement des guerres rend l’urgence moins impérieuse.

### Une construction étalée dans le temps

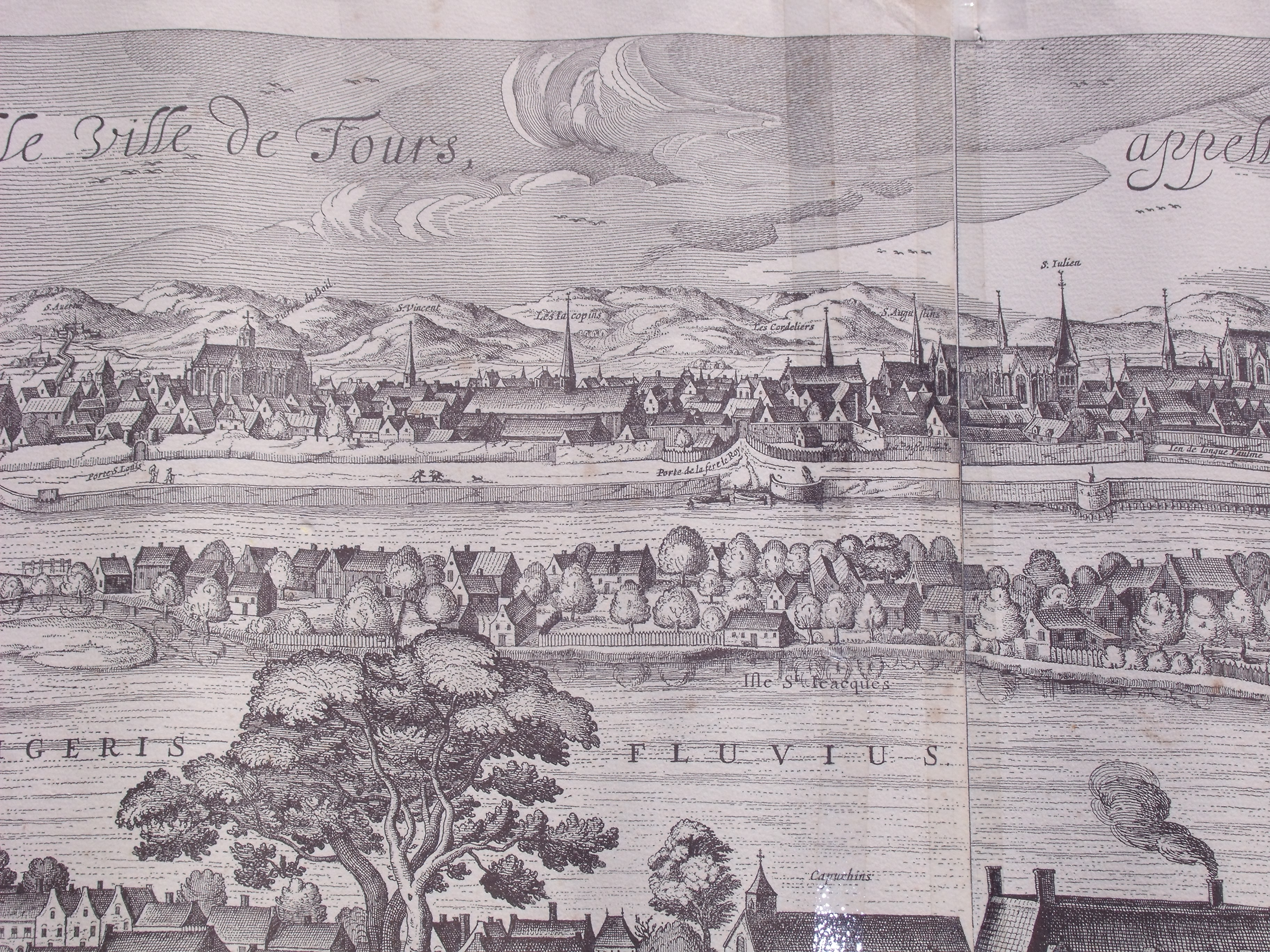
Vue du front de Loire à Tours, intégrant des éléments du rempart bastionné.

En 1599, le corps de ville révise le projet et impose un plan beaucoup moins ambitieux, notamment côté ouest où le périmètre de la muraille est fortement resserré. La construction avance avec beaucoup de lenteur sous les ordres d'Androuet du Cerceau et Richard Barthélemy, un ingénieur turinois naturalisé français. L'enceinte, dont les travaux les plus importants ne commencent qu'en 1616, n'est terminée qu’en 1685, après plusieurs interruptions du chantier comme entre 1626 et 1635 sur ordre du roi Louis XIII. La priorité est cependant mise sur le creusement des fossés au sud ainsi que sur les aménagements du front de Loire pour protéger la ville des crues du fleuve. La ville procède par adjudication pour attribuer la construction de l'enceinte, tronçon par tronçon, à plusieurs entrepreneurs.
La construction de l'enceinte s'accompagne du complet remaniement du système des milices de la ville. Treize compagnies de gardes sont créées en 1663 dont quatre sont spécialement affectées à la surveillance des quatre portes principales du rempart, les autres intervenant au niveau de l'ancienne enceinte ou hors-les-murs.

## Une enceinte dépassant de beaucoup la zone urbanisée
La nouvelle enceinte, longue de 6 km (3 055 toises), double la superficie de la ville (168 ha y compris les bastions), englobant, vers le sud et l'est, de vastes étendues de jardins, en prévision d’une urbanisation future, alors que le faubourg de La Riche à l'ouest reste partiellement hors-les-murs. Comme la clouaison de Jean le Bon, elle s'étire d'ouest en est, le long de la Loire. Elle épouse au sud le tracé des boulevards Heurteloup et Béranger actuels et se raccorde à la Loire par la rue Léon-Boyer à l’ouest et par l’actuelle avenue Georges-Pompidou à l’est. La construction de l'enceinte s'accompagne, après 1788, du déplacement hors-les-murs d'un cimetière dédié aux protestants, qui occupait auparavant l'emplacement du bastion des Oiseaux ; cet ancien cimetière apparaît sur le plan de Tours d'Eugène Giraudet (1873). Malgré la révision du projet initial qui en réduit fortement le périmètre, ce n'est qu'au XIXe siècle que la totalité de la zone emmurée est urbanisée, avec le lotissement des derniers quartiers situés au sud-est.

### Une vocation défensive clairement affichée

#### Courtine
La muraille mesure 8 m de hauteur jusqu'à un cordon mouluré qui court sur toute sa longueur. Au-dessus est installé un parapet jalonné de casemates et d'embrasures, ce qui confère à l'ensemble une hauteur de près de 10 m. L’édification envisagée de plusieurs bastions sur le flanc sud de la muraille, tels qu’ils figurent sur des documents d'époque comme la carte de René Siette de 1619, est abandonnée en cours de chantier ; leur construction ne dépasse pas le stade de terrassements non maçonnés et ils sont remplacés par de simples tourelles aménagées sur la courtine, ce qui est bien visible sur un lavis peint autour des années 1680.
Une fouille réalisée en 1991 au niveau de la place du Général-Leclerc montre que le mur de soutènement de l'un des bastions défendant la porte Saint-Étienne repose sur des pieux enfoncés dans le sol ou sur un radier de poutres posées à plat. Le mur lui-même est constitué de deux parements en moyen appareil de tuffeau jaune extrait de carrières à Saint-Avertin dont l'intervalle est rempli d'un blocage à base de blocs de tuffeau, pour une largeur totale de 2,40 m au niveau du sol. Le parement externe présente un fruit prononcé. Depuis l'époque de la construction du bastion, le niveau du sol a été rehaussé d'environ 4 m.

#### Portes et fossé

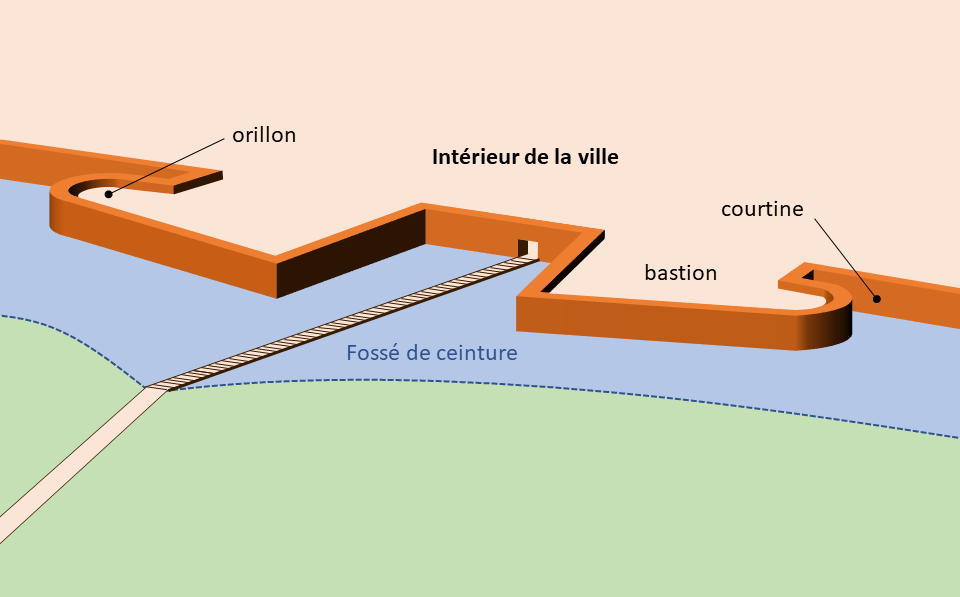
Représentation schématique de la porte Saint-Étienne.

Le rempart bastionné est percé à l’origine de quatre portes principales (Sainte-Anne ou des Oiseaux à l’ouest, Saint-Éloi à l’angle sud-ouest, Saint-Étienne au niveau de la gare et Henri de Bourbon sur la face est en bord de Loire) défendues par des bastions à orillons. L'emplacement de ces portes est déterminé en fonction de la voirie préexistante. Plusieurs autres portes et poternes s'ouvrent sur le front de Loire.
Au pied de la muraille, sur tout le pourtour de l'enceinte, excepté le front de Loire, le premier niveau de protection est constitué par un fossé sec ; la terre issue de son creusement sert, au moins localement, à rehausser le niveau du sol à l'intérieur des bastions. De la porte de Bourbon à la porte Saint-Éloi, le ruisseau de la Dolve (« douve »), encore appelé « ruisseau de ceinture » — ces noms ne semblent apparaître qu'après la construction du rempart —, s'intègre très rapidement au fond du fossé ; il draine en outre une partie de l’humidité de ce secteur marécageux occupé par des boires et certains égouts de la ville s'y déversent. À partir du milieu du XIXe siècle ce ruisseau, largement envasé, dont l'eau stagne le plus souvent et qui est source de nuisances pour les riverains, est comblé ou busé sur l'ensemble de son parcours.

### Des aménagements fonctionnels au nord et d'agrément au sud

#### Digues et appontement sur la Loire
| - Fig. 1 : La porte Ragueneau, à gauche sur la gravure de Visscher. - Fig. 2 : Représentation schématique de l'embarcadère de la rue Ragueneau. |

Côté Loire, la muraille est directement baignée par le fleuve dont elle repousse encore la rive gauche d’une quinzaine de mètres vers le nord, ces gains successifs sur le fleuve étant une préoccupation constante depuis la fondation de la ville antique. Elle englobe dans le périmètre urbain la clouaison de Jean le Bon dont les vestiges sont ultérieurement arasés et noyés, sur le front de Loire, dans le remblai supporté par la nouvelle enceinte entre le pont médiéval et l’angle nord-ouest. Les poternes de la face nord font l’objet d’aménagements particuliers pour prévenir l’effet des crues. Un embarcadère est installé à l’extrémité nord de la rue Raguenau et l'enceinte est modifiée à ce niveau ; deux portions de la courtine dessinent une ouverture en retrait vers la ville, ce qui apparaît nettement sur la gravure du front de Loire réalisée en 1625 par Claes Jansz Visscher. Elles sont fondées sur des pieux de chêne plantés dans le sol et ménagent une ouverture de l'embarcadère de 31 m. La date de cet aménagement n'est toutefois pas précisément connue et tout ce secteur du front de Loire est fortement remanié lors de l'érection, en 1692, d'un arc de triomphe à la gloire de Louis XVI. Ce monument est démonté en 1755 dans la perspective du percement de la rue Nationale et de la construction du pont Wilson.

#### Promenade plantée d'arbres le long des remparts
Des mails plantés de deux doubles rangées d’ormes — une partie des arbres est transplantée depuis d'autres emplacements dans la ville — sont mis en place en 1603 contre la courtine au sud, où prennent place plus tard les boulevards (Petit Mail pour le futur boulevard Heurteloup à l'est de la gare, Grand Mail pour le futur boulevard Béranger et le boulevard Heurteloup à l'ouest de la gare), qui deviennent le lieu de promenade dominicale préféré des Tourangeaux. Les plantations d'ormes sont régulièrement renouvelées. C'est ainsi qu'en 1793, les ormes du Petit Mail sont abattus au profit de la Marine nationale qui a alors d'importants besoins de bois d'œuvre.

## Une enceinte à l'utilité discutable

### Un rôle défensif très vite abandonné
| - Vestige du bastion de Souvré (1912). - Garages construits à l'emplacement d'un orillon du bastion de Souvré (2019). |

Cette enceinte n'a, au bout du compte, pas de réelle utilité défensive car le contexte sécuritaire est nettement amélioré lorsqu'elle entre en service, plus aucune agression n'étant à craindre. En 1604, alors que la construction n'a commencé que depuis quelques années, des dispositions sont prises pour planter des mûriers à l'intérieur de l'un des bastions, et dès 1722, la présence de jardins ou d'herbages à l'intérieur des bastions ou dans les fossés est attestée : ces équipements ont manifestement perdu leur rôle. Louis XV, en outre, impose une limitation de la hauteur de l'enceinte en 1724 ; le sommet de la courtine est donc arasé,. Le percement de la chaussée de Grammont (devenue avenue de Grammont) et la création d'un nouveau passage au niveau de l'actuelle place Jean-Jaurès en 1751 s'accompagnent, entre 1754 et 1758, de la fermeture de la porte Saint-Étienne située plus à l'est, avec des maçonneries de remploi, même si les bastions demeurent jusqu'à la construction de la gare. Le grand axe routier nord-sud qui se dessine, et dont la mise en place se poursuit avec le percement de l'avenue de la Tranchée (1764), la construction d'un pont, baptisé plus tard pont Wilson, (1765-1778) puis de la rue Du Cluzel devenue en 1983 rue Nationale (1775-1786), s'inscrit dans le projet de la création de la nouvelle route d'Espagne, passant par Tours, envisagée dès 1747 sans doute par Daniel-Charles Trudaine.
Dès le milieu du XVIIIe siècle, la ville semble se désintéresser de l'enceinte en tant qu'ouvrage défensif, n'opérant des réparations que pour sécuriser la courtine là où son mauvais état menace les aménagements publics, détruisant même certains pans dont les réparations paraissent trop coûteuses. Les particuliers font de même sur leurs terrains privés, la municipalité leur accordant volontiers les autorisations nécessaires.

### Une protection contre les crues insuffisamment efficace

Secteurs inondés de la ville close de Tours lors de la crue de 1856.

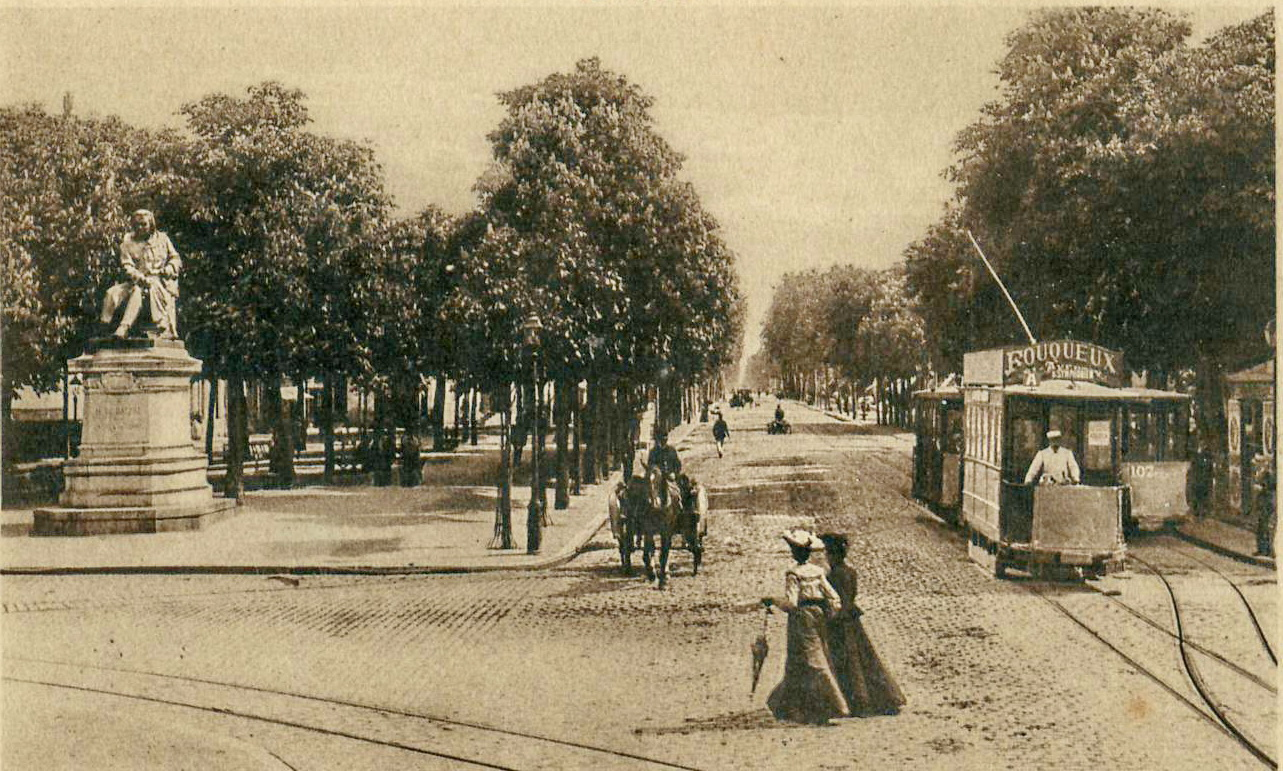
Vue de l'entrée de l'avenue de Grammont, vers l'emplacement des Portes de fer.

Le principal intérêt de ce rempart pourrait alors être de protéger la ville des crues de la Loire, mais de larges brèches y sont pratiquées. Le percement de la rue Nationale, de 1775 à 1786, occasionne l’ouverture de deux grandes portes au nord et au sud. On pense pourtant limiter les risques d’inondations en surélevant en dos d’âne, avec les décombres de l’enceinte, le franchissement de la porte sud, appelée alors place des Portes de fer (actuelle place Jean-Jaurès) car elle est barrée par les grilles de l'octroi,. Le creusement du canal de la Loire au Cher entre 1824 et 1828 emporte toute la partie orientale de l’enceinte et la porte de Henri de Bourbon dont les maçonneries sont remployées dans l'édification de la digue du canal. La construction de la première gare de chemin de fer (l'« embarcadère ») en 1845 conduit, au niveau de l'ancienne porte Saint-Étienne, à détruire une partie de la courtine. Ces brèches exposent Tours à des inondations venues de la plaine alluviale séparant la Loire du Cher : c'est ainsi que la ville est gravement touchée lors des grandes crues de 1846 et 1856,. La présence de la muraille accroît même les dégâts dus à ces crues : malgré les brèches qu'elle comporte, l'enceinte s'oppose à l’évacuation rapide des eaux accumulées en ville.

### Disparition au milieu duXIXesiècle
L'enceinte subsiste à peu près sur toute sa longueur au milieu du XIXe siècle, période à partir de laquelle tout s'accélère. En 1861, la courtine, déjà largement éboulée, végétalisée, est arasée à une hauteur d'un peu plus de 2,50 m au-dessus du niveau du sol de l'époque sur tout son pourtour et les mails sont aménagés en boulevards. Les terrains situés au pied du rempart sont remblayés avec les matériaux de démolition. Le ruisseau de la Dolve disparaît. Le dos d’âne des Portes de fer est supprimé, ce qui permet de faire passer les rails du tramway mis en service en 1877.

Représentations de l'enceinte bastionnée sur des plans de Tours.
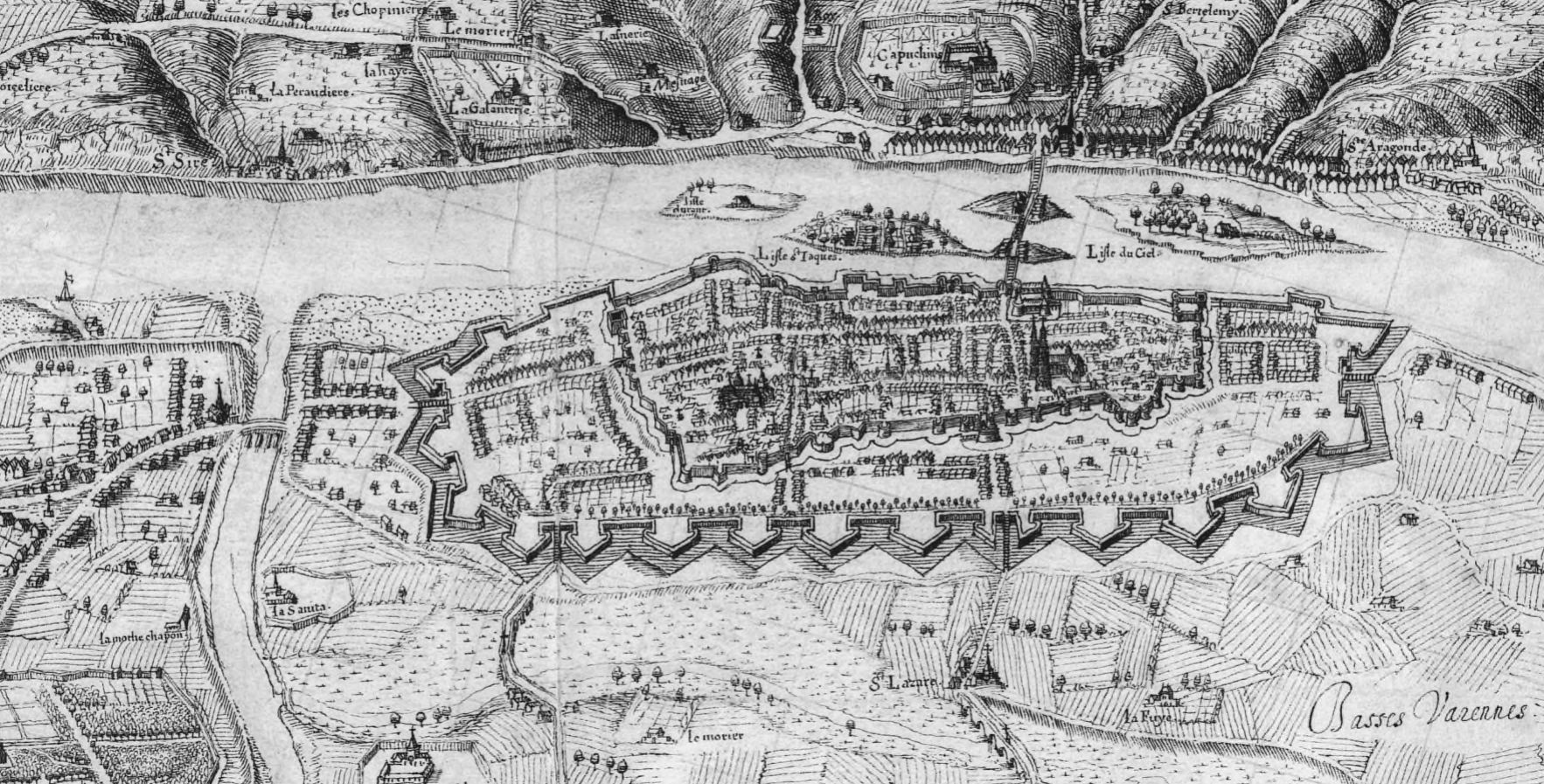
Extrait de la carte de René Siette en 1619 : plan initial de l'enceinte dans sa version révisée de 1599 avec l'ensemble des bastions.
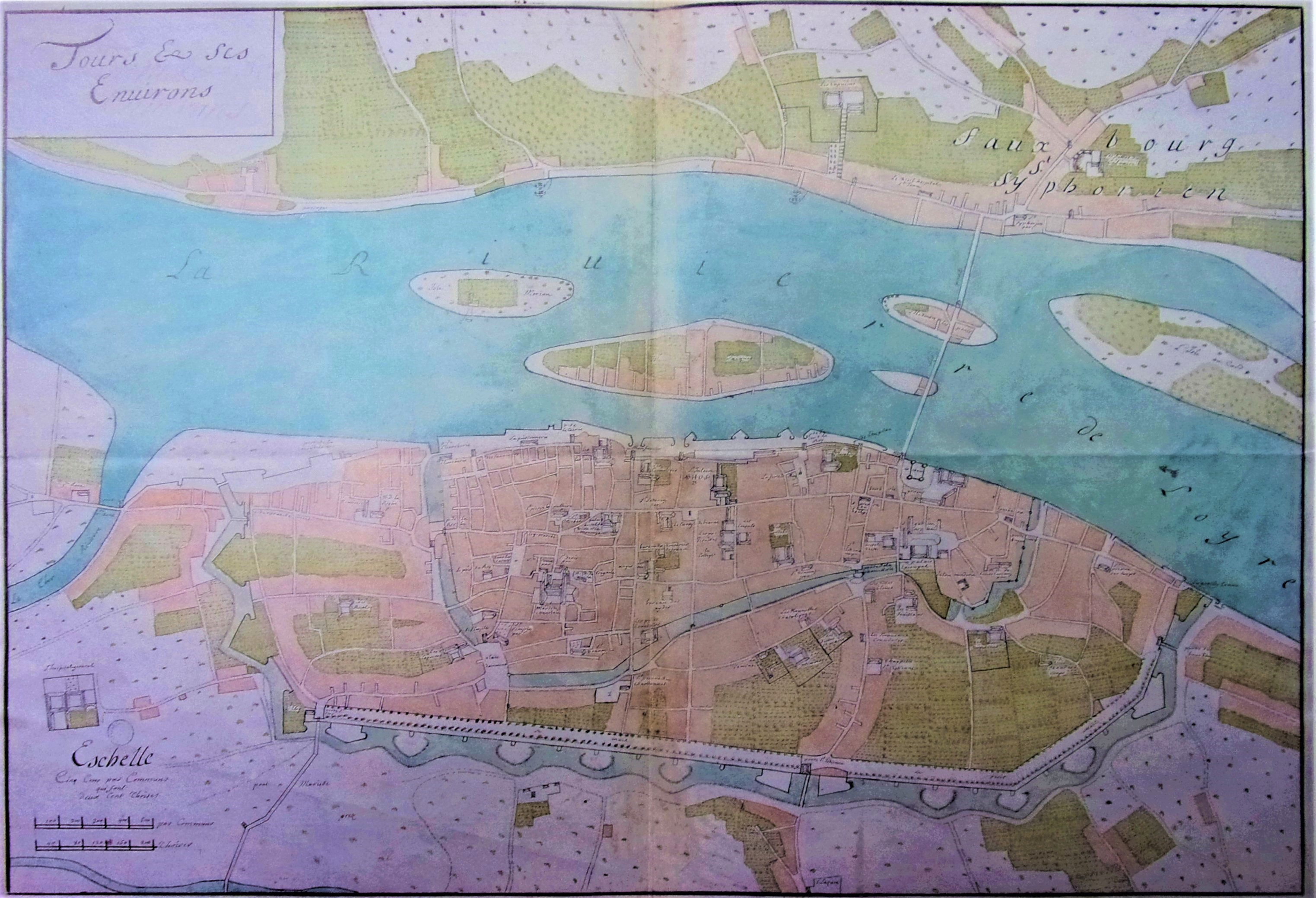
Lavis attribué à Tonon de Rochefou vers 1680 : certains bastions sont inachevés.
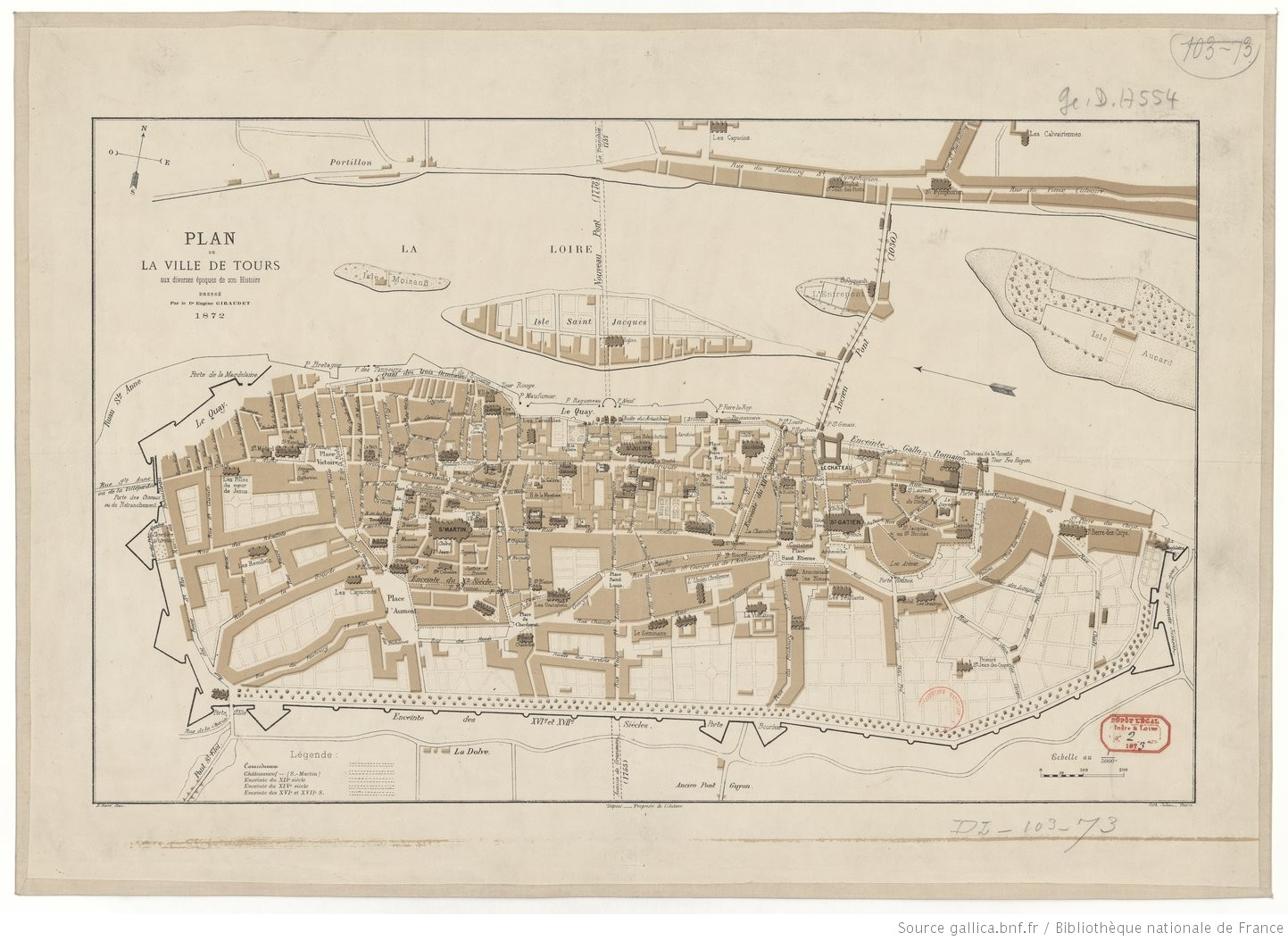
Plan d'Eugène Giraudet en 1873 : les bastions inachevés ont disparu[Gt 5].
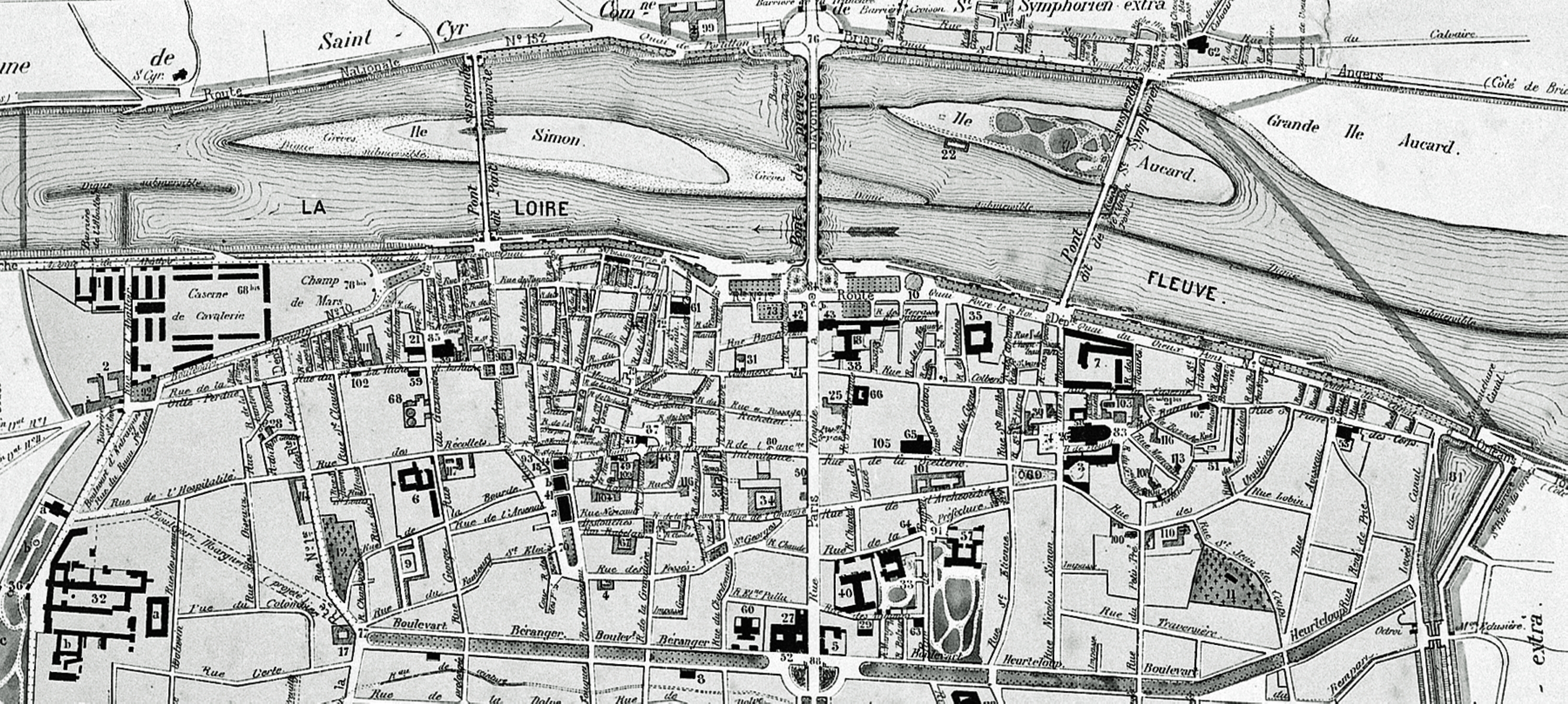
Lithogravure de Ch. Guilland vers 1880 : l'enceinte n'apparaît plus, excepté à l'est près de l'octroi ; seuls les boulevards soulignent son ancien tracé.

Chronologie du rempart bastionné de Tours, de sa construction à son abandon.
■ et ■ Épisode de l'histoire de Tours directement lié à l'évolution du rempart - ■ Phase de construction - ■ Phase de destruction ou de fragilisation

## Une empreinte forte dans le paysage urbain

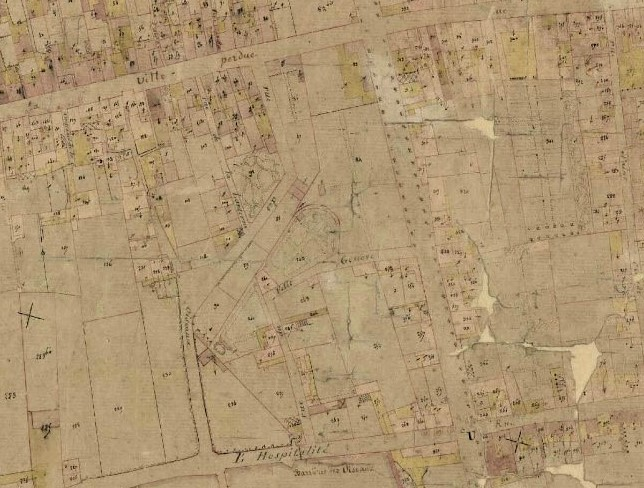
La rue des Oiseaux, sur le cadastre napoléonien, contournant un bastion de l'enceinte au niveau de la porte des Oiseaux.

S'il ne survit pas aux opérations d'urbanisme et au basculement de l’axe principal de la ville qui passe de l'est-ouest au nord-sud grâce à la percée de rue Nationale, l'ouvrage modèle la géographie contemporaine de la ville avec deux grands boulevards dont les plans sont conçus vers 1816-1818 par Jean-Bernard-Abraham Jacquemin. Ceux-ci, même s'ils reçoivent leurs noms dès 1843, ne sont définitivement aménagés que sous le Second Empire avec la construction des voies de circulation de part et d'autre des allées arborées. À l'ouest, la rue Léon-Boyer souligne la face occidentale de l'enceinte.
Au milieu du XXe siècle, l'élévation de l'enceinte a presque totalement disparu, même si nombre de demeures du XIXe siècle sont assises sur ses fondations. Il en reste cependant quelques vestiges, discernables au XXIe siècle au milieu des constructions modernes. En 1988, l'attention des pouvoirs publics est attirée sur le risque de leur disparition lors d'opérations d'urbanisation.
Dans la partie ouest de la rue Victor-Hugo proche du prieuré Saint-Éloi, au fond d’une impasse donnant sur la partie nord de la rue (47,388198, 0,677872) (A), demeure sur une longueur de plusieurs mètres la moulure qui ornait la partie supérieure de la courtine du bastion de Saint-Joseph. Derrière le prieuré Saint-Éloi, au coin de la rue Verte et de la rue Élise-Dreux (47,38772, 0,675353) (B), la pointe du bastion sud-ouest (bastion de Saint-Éloi) de l’enceinte est encore identifiable ; le mur du bastion se poursuit le long de la rue Élise-Dreux. Rue des Oiseaux (47,391323, 0,67186) (C) ainsi que rue Ledru-Rollin et impasse Adrien-Deslondains (47,389921, 0,673465) (D), les anomalies cadastrales et la disposition du bâti reprennent la forme de deux anciens bastions de la face ouest, respectivement bastions des Oiseaux et de la Santé ; l'orillon nord du bastion des Oiseaux reste bien visible sur le cadastre napoléonien. À l'autre extrémité de la ville, boulevard Heurteloup (47,393884, 0,704135) (E), une cour d'immeuble est circonscrite par une succession de garages restituant la forme de l'orillon du bastion de Souvré. Les vestiges du bastion qui flanquait à l'est la porte Saint-Étienne, près de la gare, sont mis au jour et étudiés à l’occasion du creusement du parking situé sous la place du Général-Leclerc ; ils sont ensuite détruits ; des vestiges du bastion occidental de la même porte avaient déjà été trouvés lors de la construction de l'office de tourisme de Tours en 1965. Au nord, le tracé de l'enceinte de part et d'autre de l'embarcadère de la rue Ragueneau (47,396554, 0,686068) (F) est reproduit dans le pavage du sol moderne.
Au sud des boulevards, les rues de la Dolve, de Bordeaux et du Rempart suivent la ligne de l'ancien ruisseau de ceinture qui défendait l'enceinte ; leurs sinuosités marquent l'emplacement des anciens bastions, effectivement maçonnés ou simplement terrassés. Il en est de même à l'angle sud-ouest avec les rues Verte et Élise-Dreux.
Le 12 juin 1991, à l'issue d'une enquête commencée en 1987, le rempart est inscrit à l'inventaire général du patrimoine culturel.

OpenStreetMap Les enceintes de Tours au XVIIe siècle.

Vestiges et témoignages du rempart bastionné.
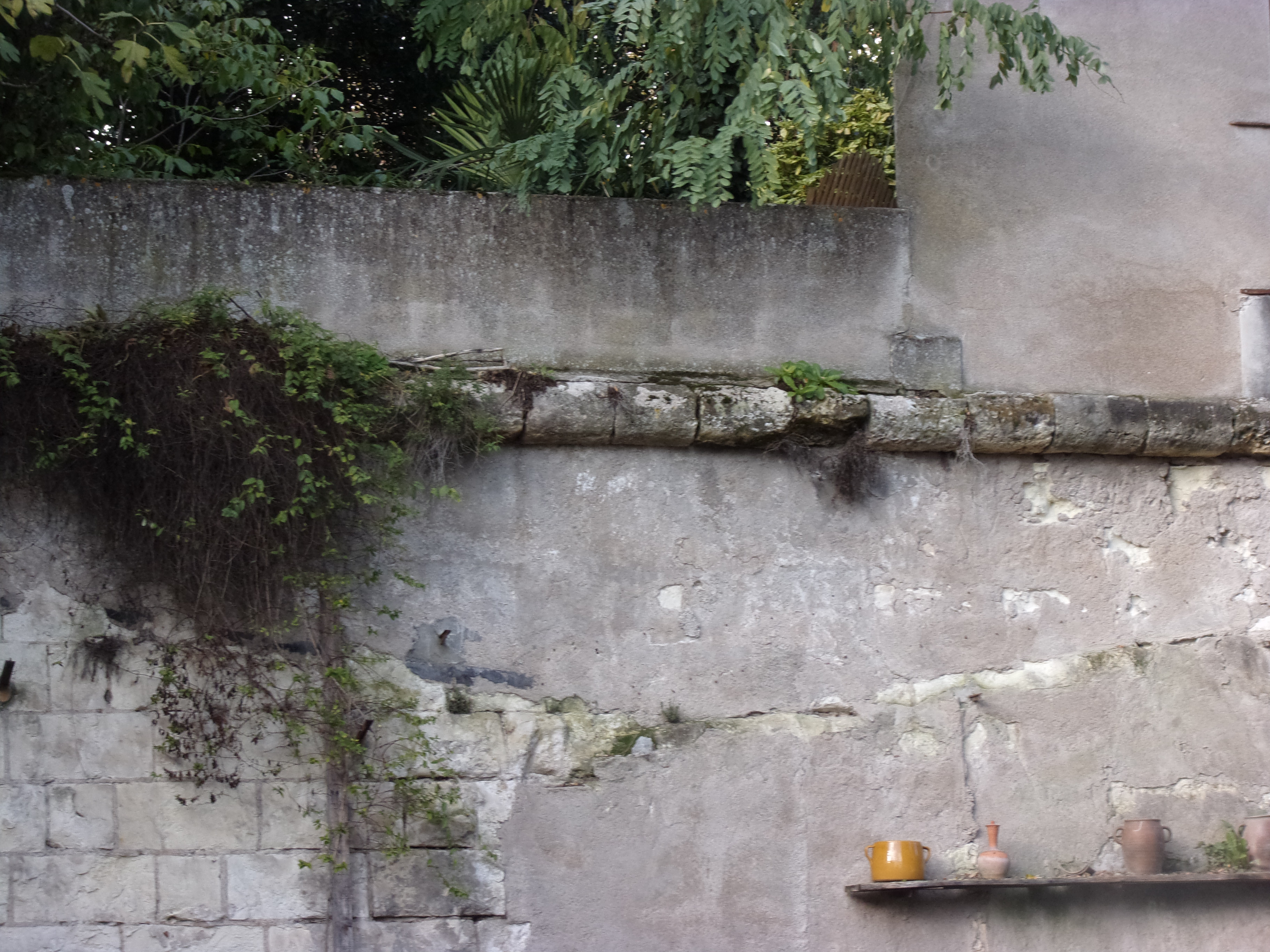
Rue Victor-Hugo, des vestiges de la courtine (mur et moulure) du bastion de Saint-Joseph sont préservés.
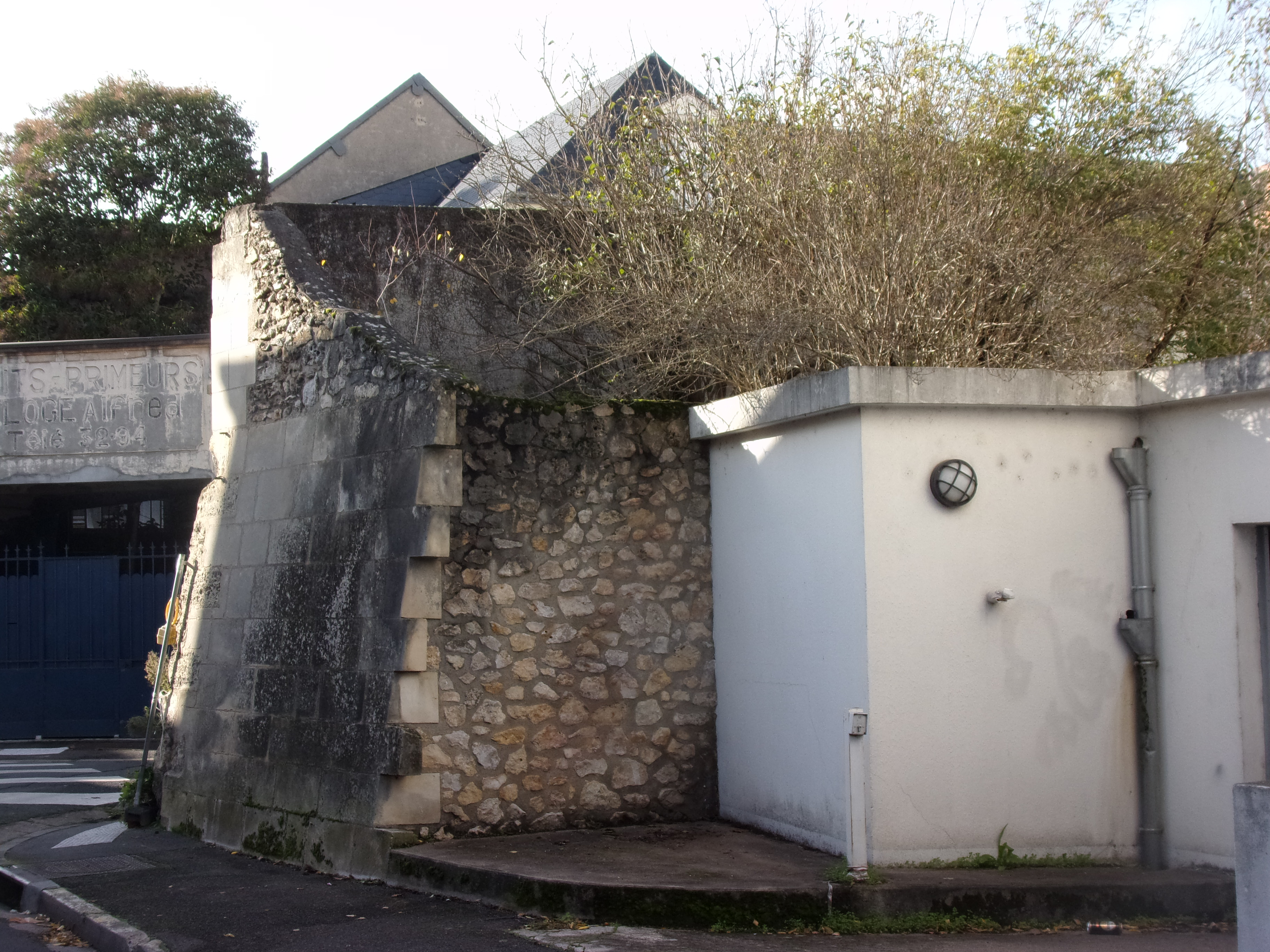
La pointe du bastion de Saint-Éloi marque l'angle des rues Verte et Élise-Dreux.
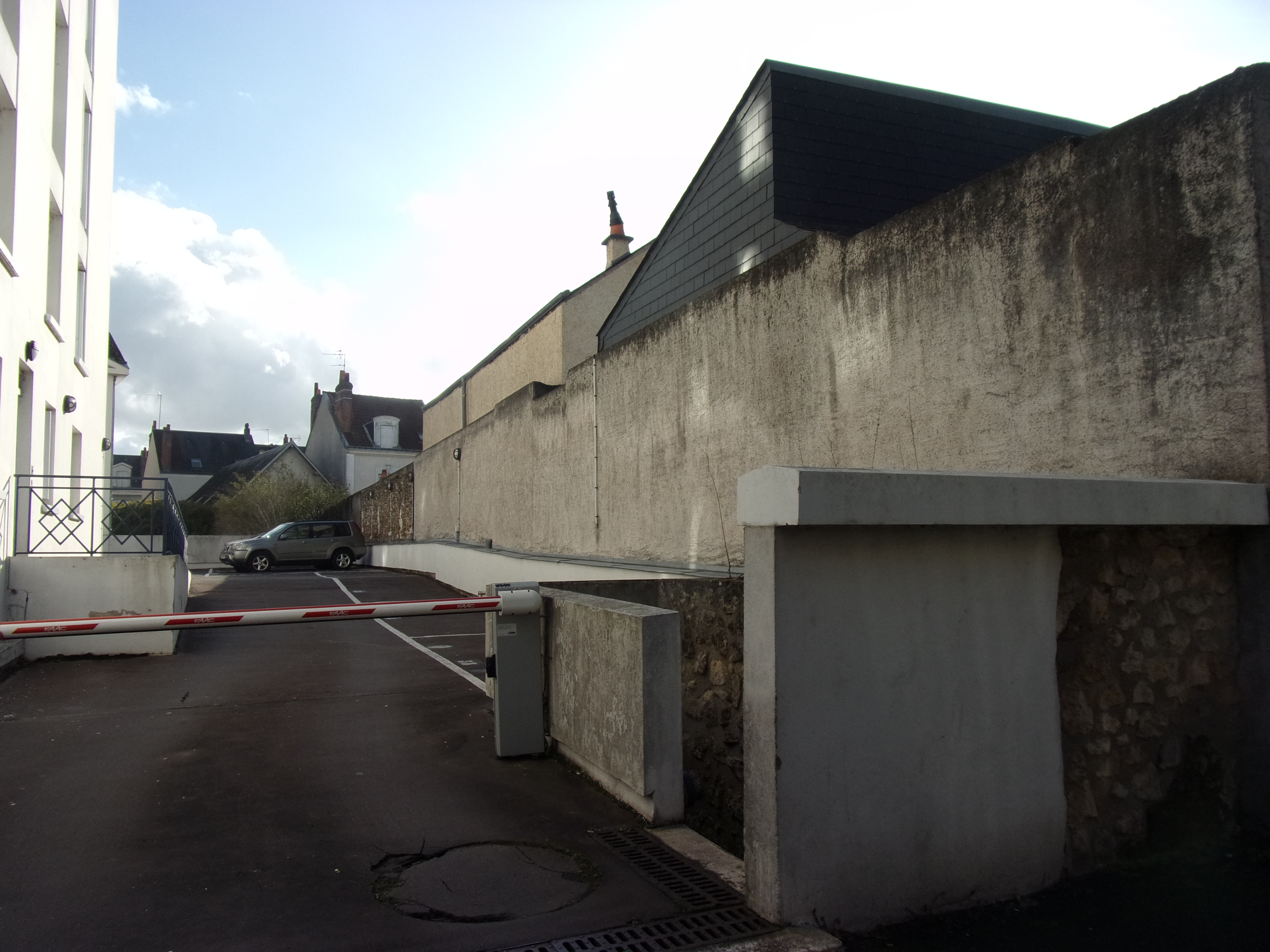
Le long de la rue  Élise-Dreux, le mur du bastion de Saint-Éloi délimite une cour d'immeuble.
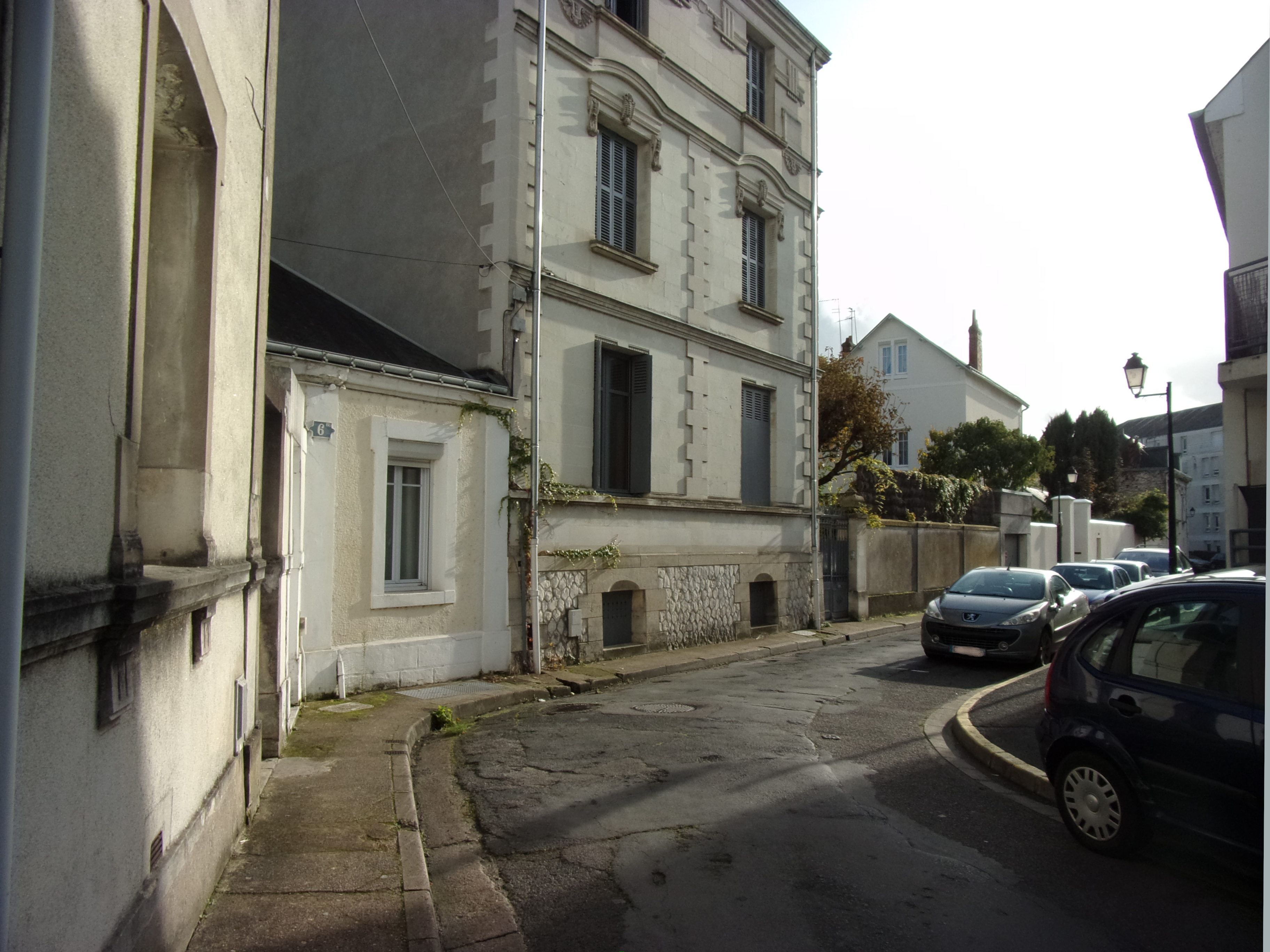
Rue des Oiseaux, la chaussée contourne l'emplacement du bastion des Oiseaux.
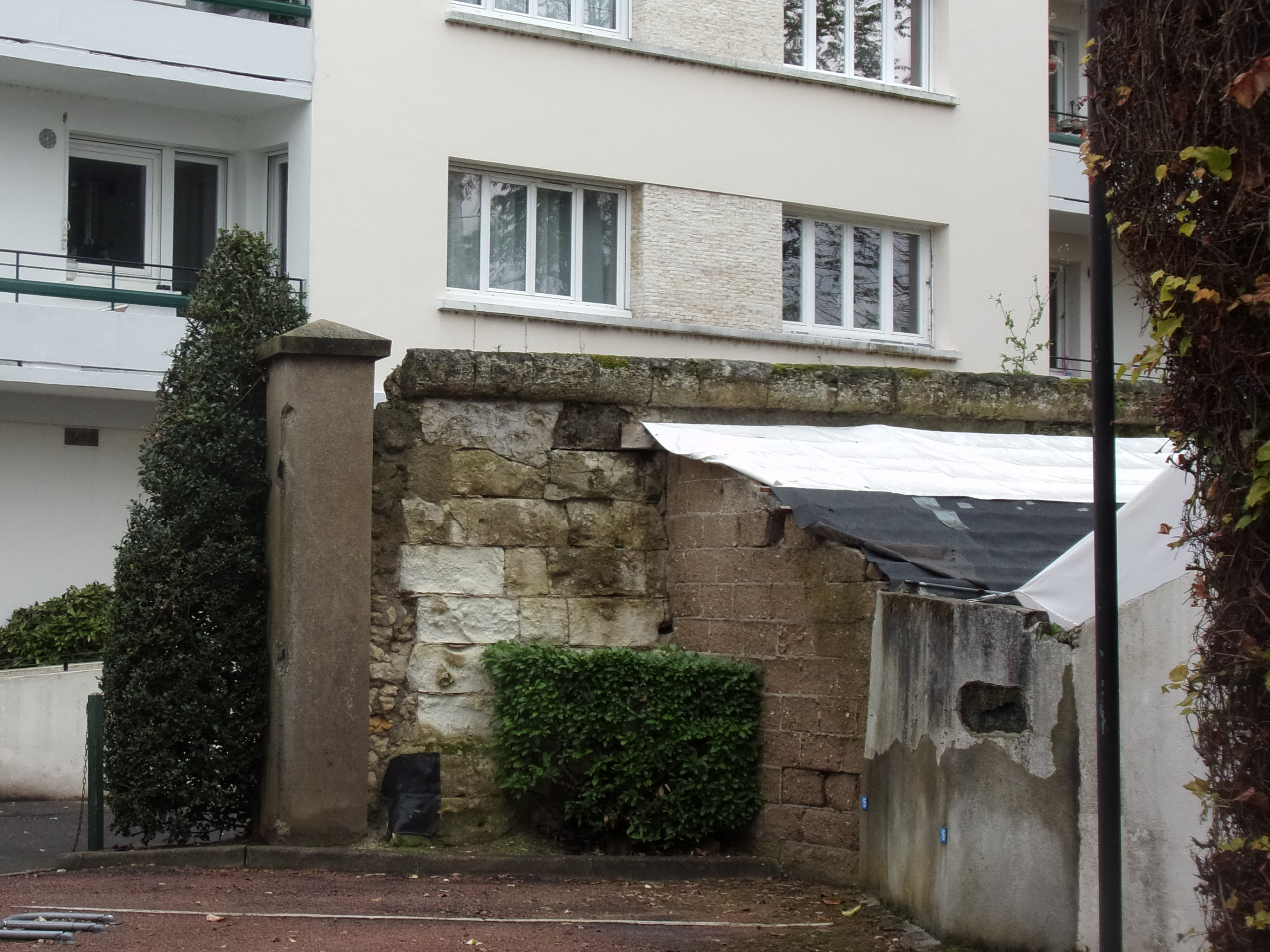
Impasse Adrien-Deslondains, le mur du bastion de la Santé et sa moulure sont partiellement préservés.
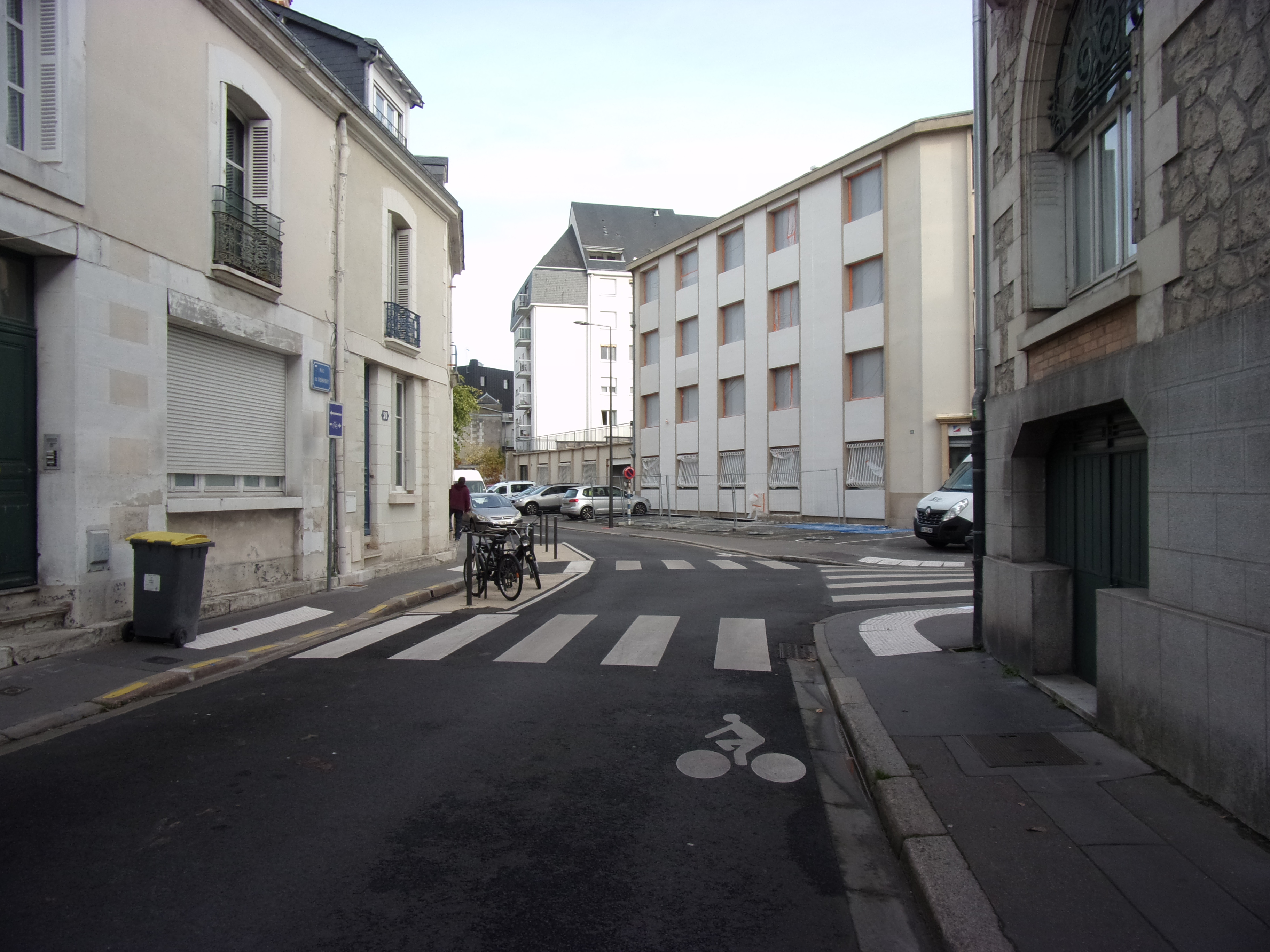
La rue du Rempart est tracée dans les sinuosités du ruisseau de ceinture et des bastions.

## Études historiques et archéologiques
Les observations et fouilles archéologiques permettant de progresser dans la connaissance du rempart sont ponctuelles et préventives, en préalable à des opérations d'urbanisme, elles-mêmes peu nombreuses dans les secteurs intéressant l'enceinte.
En 1982, Sylvain Livernet consacre plusieurs passages de sa thèse de doctorat, intitulée Tours du XVIIIe au XXe siècle. La conservation des éléments anciens dans une ville moderne, au devenir des vestiges de l'enceinte et à leur intégration dans la ville moderne.
Didier Dubant rapporte en 1991, dans le bulletin de la Société archéologique de Touraine, les résultats d'observations faites à l'occasion de la construction d'un parking souterrain devant la gare de Tours. Quinze ans plus tard, dans la même revue, il étudie de manière plus globale le rempart sous l'angle de sa conception architecturale, de son histoire et de son rôle.
En 2002, une équipe de l'institut national de recherches archéologiques préventives, sous la direction de Nicolas Fouillet, étudie les aménagements successifs du front de Loire, dont ceux liés à l'édification du rempart bastionné, à l'occasion de la construction d'un parking souterrain place Anatole-France. Les principaux résultats de cette fouille sont publiés en 2007 dans Tours antique et médiéval. Lieux de vie, temps de la ville. 40 ans d'archéologie urbaine, ouvrage collectif consacré à l'historique de l'archéologie à Tours.

## Le rempart bastionné dans la littérature
En 1660, le père Martin Marteau évoque avec lyrisme dans Le Paradis délicieux de la Touraine, […] le mail installé contre les remparts et les rangées d'ormes dont il est planté.
Arthur Young raconte dans Voyages en France en 1787, 1788 et 1789 son arrivée à Tours le 5 septembre 1787 et la découverte des quatre rangées d'ormes sur la promenade des « anciens murs ».
Dans Sténie ou les erreurs philosophiques, roman commencé en 1819 ou 1820 mais inachevé, Honoré de Balzac évoque le rempart en ces termes : « La ville possède des remparts célèbres dans nos guerres civiles, mais les fossés sont comblés, la vigne tapisse les murailles et sur les bastions les fruits exquis, les légumes nourrissants ont remplacé les machines mortelles ».
Il semble que ce soient surtout les mails qui retiennent l'attention, car il en est fait mention dans plusieurs récits de voyages que l'historien Claude Petitfrère liste dans un chapitre d'un ouvrage paru en 1995 et consacré aux Traditions et innovations dans la France du XVIIIe siècle.